# Nicolau Borràs de Passatemps
Nicolau Borràs (Santa Maria del Camí, Mallorca, s. XVII-1662) va ser un prevere i benefactor social.
Pertanyia a la família dels Borràs de Passatemps que havien adquirit la possessió de Son Borràs, situada a la comarca de Passatemps, a partir de l'any 1541. Va ser prevere beneficiat de la vila. Se l'anomenava mossènyer, títol que no rebien els altres capellans. El 1626 consta que adquirí una casa i una tanca de terra de dues quarterades i mitja, entre el camí que va a la Rectoria i el Camí de Muro.

## El llegat de mossènyer Nicolau Borràs
A la seva mort instituí un llegat social model, o Manda Pia, reglamentat per ell mateix, dedicat a ajudar els pobres de la vila. Els béns que aportà foren les cases, celler i vaixella per fer vi, amb una tanca de dues quarterades i tres quartons de terra. Els marmessors havien de ser el rector i els jurats de la universitat. El producte dels seus béns s'havia d'invertir entre los pobres més necessitats de dita parròquia de Santa Maria per calsar, vestir y son sustent o comprant algunes peses de burell o estamenya. El rector cada any havia d'elegir quatre pobres i aquests elegien l'almoiner que havia de cobrar les rendes de les propietats, però aquest no podia fer les distribucions sense l'ordre del rector i els jurats. L'almoiner podia rebre cada any 5 lliures per la seva feina.
Les cases de mossènyer Nicolau Borràs tenien la façana principal al carrer de la Rectoria (avui carrer Rector Caldentey) i la tanca s'estenia fins al camí de Muro, confrontant amb la Plaça de la Vila i el camí de Sant Jordi, fins al carrer de la Revolta. En l'actualitat aquest espai, tot i estar urbanitzat, encara és conegut com a sa Tanca. Les cases de mossènyer Nicolau Borràs el 1676 es dedicaren a rectoria i el 1862 a residència de les Germanes de la Caritat.
Els terrenys de sa Tanca es varen anar urbanitzant, donant pas als carrers de Rector Castanyer (carrer de sa Tanca) i del Sòl. L'any 1672 es vengueren 23 trasts que comportaven un cens anual de 35 lliures i 16 sous. El 1792 es posava en venda la part restant que donaria lloc als carrers Nou i de sa Revolta.
La vinya s'arrendava de dos en dos anys en encant públic. mitjançant una crida. El 1798, degut als decrets de "mans mortes", la vinya es posà a la venda, migpartida en 10 porcions.

## Les almoines de la Manda Pia
El mateix any de la mort de Mn. Borràs es repartiren 64 lliures i 13 sous per roba. Els almoiners havien de ser persones amb recursos per tal que els seus béns servissin de fiança. Cada dos anys els almoiners, 4 jurats i 4 pobres retien comptes. En els llibres conservats hi ha la llista de pobres amb els noms, llinatges i malnoms. El 1719-20 els beneficiaris foren 270 persones. Quan eren vergonyants no es feia constar el nom. A vegades es lliuraven aliments, medecines o altres objectes. La darrera reunió registrada dels marmessors va ser el 29 d'abril de 1850, però els ajuts es mantengueren almenys fins al 1857. La institució havia perdurat 195 anys.